# سعیدپور
سعیدپور (به لاتین: Saidpur) یک منطقهٔ مسکونی در بنگلادش است که در ناحیه نیل‌پاماری واقع شده‌است. سعیدپور ۱۲۱٫۶۸ کیلومتر مربع مساحت و ۲۶۴٬۴۶۱ نفر جمعیت دارد و ۳۶ متر بالاتر از سطح دریا واقع شده‌است.